# Gornești
Gornești of Gernyeszeg is een gemeente in het district Mureș in Roemenië.
In de gemeente leven voornamelijk Szeklers, een Hongaars etnische groep.
De gemeente heeft een bevolking van 5.885 inwoners (2002) met 75% Hongaren. De gemeente vormt de taalgrens tussen het Roemeenstalig en Hongaarstalig gebied. Ten noorden liggen Roemeenstalige dorpen, ten westen, oosten en zuiden Hongaarstalige.

## Bevolkingssamenstelling
In 2011 was de bevolking van de gemeente gedaald ten opzichte van 2002 tot 5577 inwoners. Hiervan waren er 1005 Roemenen (18%), 3912 Hongaren (70,1%) en 519 Roma (9,3%).
Het aantal Hongaren is daarmee gedaald in deze gemeente in het historische Szeklerland.

## Plaatsen in de gemeente
- Gornești/Gernyeszeg
- Iara de Mureș/Marosjára
- Ilioara/Kisillye
- Mura Mare/Nagyszederjes
- Mura Mică/Kisszederjes
- Pădureni/Erdőcsinád
- Periș/Körtvélyfája
- Petrilaca de Mureș/Magyarpéterlaka
- Teleac/Marostelek